# Velilla de Ebro (kommunhuvudort)
Velilla de Ebro är en kommunhuvudort i Spanien.   Den ligger i provinsen Provincia de Zaragoza och regionen Aragonien, i den nordöstra delen av landet, 290 km öster om huvudstaden Madrid. Velilla de Ebro ligger 176 meter över havet och antalet invånare är 260.
Terrängen runt Velilla de Ebro är huvudsakligen platt, men österut är den kuperad. Runt Velilla de Ebro är det glesbefolkat, med 15 invånare per kvadratkilometer. Närmaste större samhälle är Gelsa, 4,3 km nordväst om Velilla de Ebro. Omgivningarna runt Velilla de Ebro är i huvudsak ett öppet busklandskap.